# Frederick Hervey (4e comte de Bristol)
Frederick Augustus Hervey, 4e comte de Bristol, né le 1er août 1730 dans le Suffolk et mort le 8 juillet 1803 à Albano, est un prélat anglican anglais.